# Uzroci autizma
Autizam i Spektar autizma su izrazito složeni neurorazvojni poremećaji. Za njih je predloženo više teorija uzroka, ipak, njihova etiologija još uvijek nije sasvim poznata i ostaje predmetom mnogih istraživanja. Uloga nasljednosti za razvoj autizma kod djece je oko 90%.; no genetika autizma je vrlo složena i nije točno poznato koji geni su odgovorni za autizam. U rijetkim slučajevima, autizam se povezuje s određenim teratogenima, tvarima koje oštećuju plod. Postoje i drugi predloženi uzroci, jedan od njih često spominjan je povezan s cjepivom, takva teorije se smatra kontroverznom i za hipotezu o cjepivima ne postoje znastveno utemeljeni dokazi.

## Prenatalni period
Neki od čimbenika za koje se smatra da bi mogli utjecati na rizik od autizma
- Teratogeni - supstance koje uzrokuju oštećenje ploda za vrijeme prvih 8 mjeseci
  - Izloženost embrija: talidomid, valrpoična kiselina, mizoprostol, infekcija rubeolom
  - Fetalni alkoholni sindrom
- Pesticid - Organoklorini pesticid Dikofol, kemijski povezan s DDT-om, i insekticid endosulfan. Također i organofosfatni pesticidi poput diazinon i klorpirifos
- Uzimanje folne kiseline može izmijeniti gene preko epigenetskog mehanizam, ovo je netestirana hipoteza.
- Povećana razina fetalnog testosterona u plodnoj vodi

## Perinatalni period
Studija iz 2007. godine govori o mogućoj povezanosti male tjelesne težine i hipoksije za vrijeme porođaja s autizmom.